# 莱罗托利·塞伊索王子
萊羅托利·塞伊索王子（英語：Prince Lerotholi Seeiso；2007年4月18日—），是萊索托王國國王莱齐耶三世與玛塞纳蒂·莫哈托·塞伊索王后的獨子、現任萊索托王儲。
萊羅托利王子名字取自1891年至1905年的巴蘇陀蘭最高酋長莱罗托利，2007年6月2日於馬塞盧區聖路易教堂由萊索托教區主教伯納德·莫魯尼斯進行浸禮；而利凱萊（Likhoele）酋長萊羅托利·塞伊索（與王子同名）則擔任王子的教父。